# 성저초등학교
성저초등학교(城低初等學校)는 대한민국 경기도 고양시 일산서구 대화동에 있는 공립 초등학교이다.

## 학교 연혁
- 1994.01.20 시범학교 건립 지정(경기도교육청)
- 1995.09.01 성저국민학교 개교(11학급 편성)
- 1995.09.01 초대 송영한 교장 취임
- 1995.09.25 신축교사 준공(6개 교실)
- 1996.02.15 제1회 졸업식 거행(99명 졸업)
- 1996.03.01 성저초등학교로 교명 변경
- 1997.03.01 병설유치원 개원
- 2013.03.01 제8대 박청원 교장 부임
- 2015.02.13 제20회 졸업장 수여식(총 졸업생 5,037명)
- 2015.03.01 23학급 편성(특수학급 포함)
- 2022.03.01 제11대 이선영 교장 부임
- 2024.03.01 16학급 편성(특수학급 포함)

## 참고 자료
- 성저초등학교 - 한국교육학술정보원 학교알리미